# Kingfish de Baton Rouge
Les Kingfish de Baton Rouge sont une franchise professionnelle de hockey sur glace en Amérique du Nord qui évoluait dans l'ECHL. L'équipe était basée à Baton Rouge en Louisiane.

## Historique
La franchise des Panthers d'Érié est déplacée à Baton Rouge en 1996 et est renommée Kingfish de Baton Rouge. Elle évolue en ECHL jusqu'en 2003 ; elle était affiliée aux Blues de Saint-Louis de la Ligue nationale de hockey et aux IceCats de Worcester de la Ligue américaine de hockey de 1996 à 1998. En 2004, la franchise rejoint Victoria et devient les Salmon Kings de Victoria.

## Statistiques
| No | Saison    | PJ | V  | D  | DTB | BP  | BC  | Pts | Classement                   | Séries éliminatoires    | Entraîneur                |
| -- | --------- | -- | -- | -- | --- | --- | --- | --- | ---------------------------- | ----------------------- | ------------------------- |
| 1  | 1996-1997 | 70 | 31 | 33 | 6   | 222 | 238 | 68  | 7e place, division Sud       | Non qualifiés           | Pierre McGuire            |
| 2  | 1997-1998 | 70 | 33 | 27 | 10  | 220 | 238 | 76  | 7e place, division Sud-Ouest | Non qualifiés           | Dave Schultz Ron Hansis   |
| 3  | 1998-1999 | 70 | 30 | 30 | 10  | 222 | 228 | 70  | 6e place, division Sud-Ouest | Défaite au second tour  | Bob McGill                |
| 4  | 1999-2000 | 70 | 33 | 32 | 5   | 253 | 277 | 71  | 6e place, division Sud-Ouest | Défaite au premier tour | Bob McGill                |
| 5  | 2000-2001 | 70 | 35 | 26 | 11  | 216 | 225 | 81  | 6e place, division Sud-Ouest | Défaite au premier tour | David Lohrei              |
| 6  | 2001-2002 | 70 | 29 | 35 | 8   | 187 | 244 | 66  | 8e place, division Sud-Ouest | Non qualifiés           | David Lohrei Dennis Maruk |
| 7  | 2002-2003 | 70 | 20 | 43 | 9   | 184 | 266 | 49  | 6e place, division Sud-Ouest | Non qualifiés           | Cam Brown                 |